# Aeschremon belutschistanalis
Aeschremon belutschistanalis là một loài bướm đêm trong họ Crambidae.